# 2013年日本グランプリ (4輪)
2013年日本グランプリは、2013年のF1世界選手権第15戦として、2013年10月13日に鈴鹿サーキットで行われた。正式名称はFIA FORMULA 1 WORLD CHAMPIONSHIP JAPANESE GRAND PRIX SUZUKA 2013。

## 概要
日本初の本格的自動車レースである1963年の「第1回日本グランプリ自動車レース大会」から40周年にあたる。日本グランプリとしては通算27回目、鈴鹿サーキットで行われるF1グランプリレースとしては通算25回目の開催となった。
前年までのレースカレンダーではシンガポールGP、日本GP、韓国GPという並びだったが、本年はうしろ2つの順番が入れ替わり、韓国GPの1週間後に日本GPが開催された。
今回、日本人ドライバーは出場していないが、Auto GPで活躍中の佐藤公哉がザウバーのリザーブドライバーとしてチームに帯同した。また、前年の日本GPで3位表彰台を獲得した小林可夢偉はフェラーリのGTドライバーという立場で鈴鹿に現れ、ファンサービスに励んだ。

## 予選

### 予選展開
予選開始時の天候は晴れ、気温24度、路面温度36度のドライコンディションだった。時折30km/hほどの強風が吹いていた。
予選Q2でトップに立ったのはセバスチャン・ベッテル。Q3でも先陣を切ったが、フリー走行時から問題になっていたKERSシステムに再度トラブルが発生。その間にマーク・ウェバーがベッテルのタイムを上回る。ラストアタックでKERSが復調したベッテルがウェバーに迫るも、ウェバーが自己ベストを更新し、予選を1位通過した。ウェバーは今シーズン限りでの引退を表明しており、最後の鈴鹿でポールポジションを獲得した。ベッテルは2番手で、レッドブル勢がフロントローを独占した。3番手以下にルイス・ハミルトン、ロマン・グロージャン、フェリペ・マッサが続いた。

### 予選結果
| 順位    | No. | ドライバー                 | チーム                           | Q1       | Q2       | Q3       | グリッド |
| ------- | --- | -------------------------- | -------------------------------- | -------- | -------- | -------- | -------- |
| 1       | 2   | マーク・ウェバー           | レッドブル・ルノー               | 1'32.271 | 1'31.513 | 1'30.915 | 1        |
| 2       | 1   | セバスチャン・ベッテル     | レッドブル・ルノー               | 1'32.397 | 1'31.290 | 1'31.089 | 2        |
| 3       | 10  | ルイス・ハミルトン         | メルセデス                       | 1'32.340 | 1'31.636 | 1'31.253 | 3        |
| 4       | 8   | ロマン・グロージャン       | ロータス・ルノー                 | 1'31.824 | 1'31.565 | 1'31.365 | 4        |
| 5       | 4   | フェリペ・マッサ           | フェラーリ                       | 1'31.994 | 1'31.668 | 1'31.378 | 5        |
| 6       | 9   | ニコ・ロズベルグ           | メルセデス                       | 1'31.244 | 1'31.764 | 1'31.397 | 6        |
| 7       | 11  | ニコ・ヒュルケンベルグ     | ザウバー・フェラーリ             | 1'32.465 | 1'31.848 | 1'31.644 | 7        |
| 8       | 3   | フェルナンド・アロンソ     | フェラーリ                       | 1'32.371 | 1'31.828 | 1'31.644 | 8        |
| 9       | 9   | キミ・ライコネン           | ロータス・ルノー                 | 1'32.377 | 1'31.662 | 1'31.684 | 9        |
| 10      | 5   | ジェンソン・バトン         | マクラーレン・メルセデス         | 1'32.606 | 1'31.838 | 1'31.827 | 10       |
| 11      | 15  | セルジオ・ペレス           | マクラーレン・メルセデス         | 1'32.718 | 1'31.989 |          | 11       |
| 12      | 11  | ポール・ディ・レスタ       | フォース・インディア・メルセデス | 1'32.286 | 1'31.992 |          | 12       |
| 13      | 17  | バルテッリ・ボッタス       | ウィリアムズ・ルノー             | 1'32.613 | 1'32.013 |          | 13       |
| 14      | 12  | エステバン・グティエレス   | ザウバー・フェラーリ             | 1'32.673 | 1'32.063 |          | 14       |
| 15      | 16  | パストール・マルドナド     | ウィリアムズ・ルノー             | 1'32.875 | 1'32.093 |          | 15       |
| 16      | 19  | ダニエル・リカルド         | トロ・ロッソ・フェラーリ         | 1'32.804 | 1'32.485 |          | 16       |
| 17      | 15  | エイドリアン・スーティル   | フォースインディア・メルセデス   | 1:32.890 |          |          | 221      |
| 18      | 18  | ジャン＝エリック・ベルニュ | トロ・ロッソ・フェラーリ         | 1'33.357 |          |          | 17       |
| 19      | 23  | マックス・チルトン         | マルシャ・コスワース             | 1'34.320 |          |          | 18       |
| 20      | 20  | シャルル・ピック           | ケータハム・ルノー               | 1'34.556 |          |          | 202      |
| 21      | 21  | ギド・ヴァン・デル・ガルデ | ケータハム・ルノー               | 1'34.879 |          |          | 19       |
| 22      | 22  | ジュール・ビアンキ         | マルシャ・コスワース             | 1'34.958 |          |          | 212      |
| ソース: |     |                            |                                  |          |          |          |          |

追記:
- ^1スーティルはギアボックス交換により5グリッド降格のペナルティ。ペナルティ適用順の規定により、ピック、ビアンキよりスーティルが後になる。
- ^2ピックとビアンキは前戦韓国GPで3度目の戒告処分を受けたため10グリッド降格のペナルティ。

## 決勝

### 決勝展開

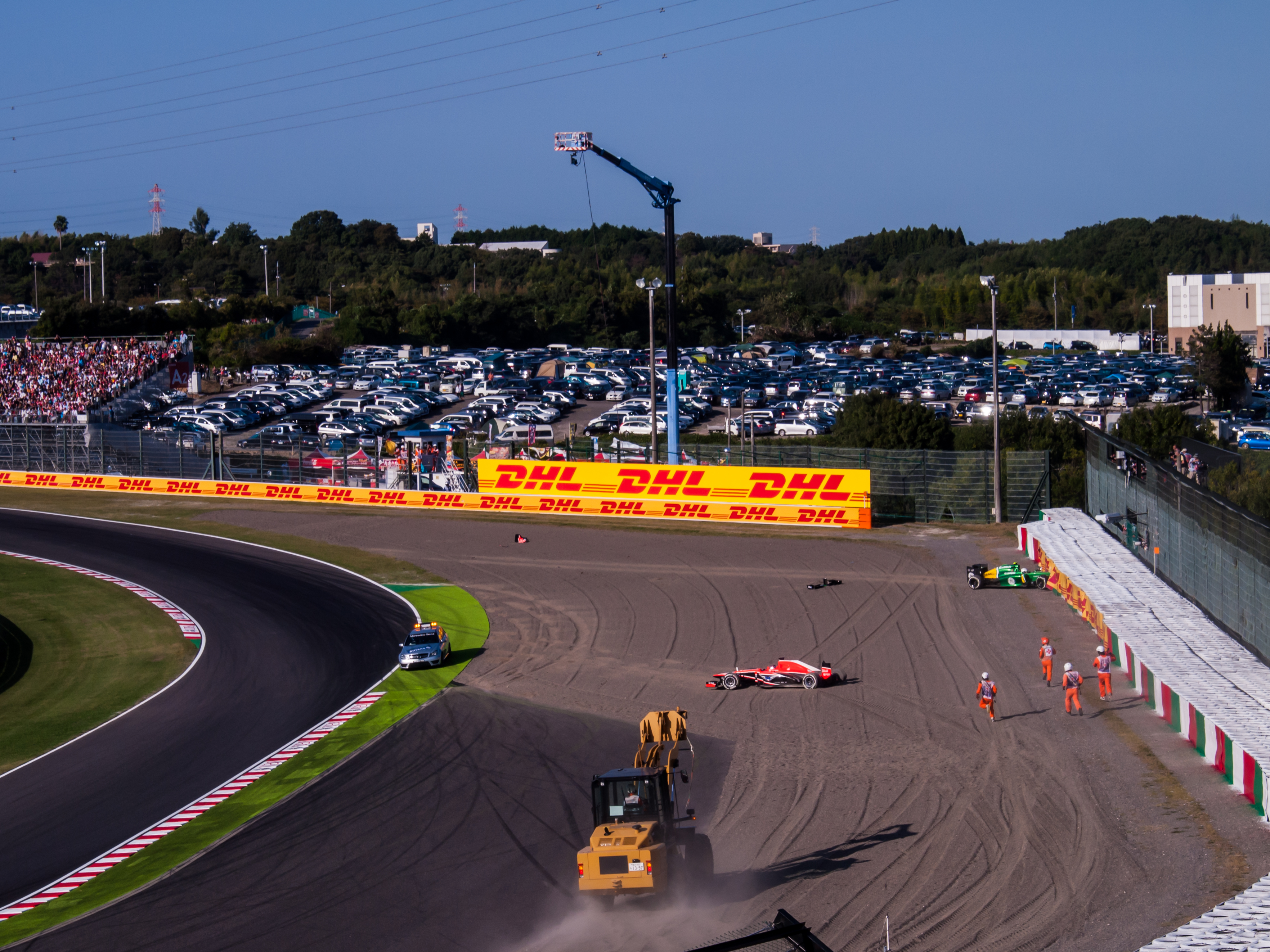
1周目途中でコース外へ飛び出したヴァン・デル・ガルデとビアンキ

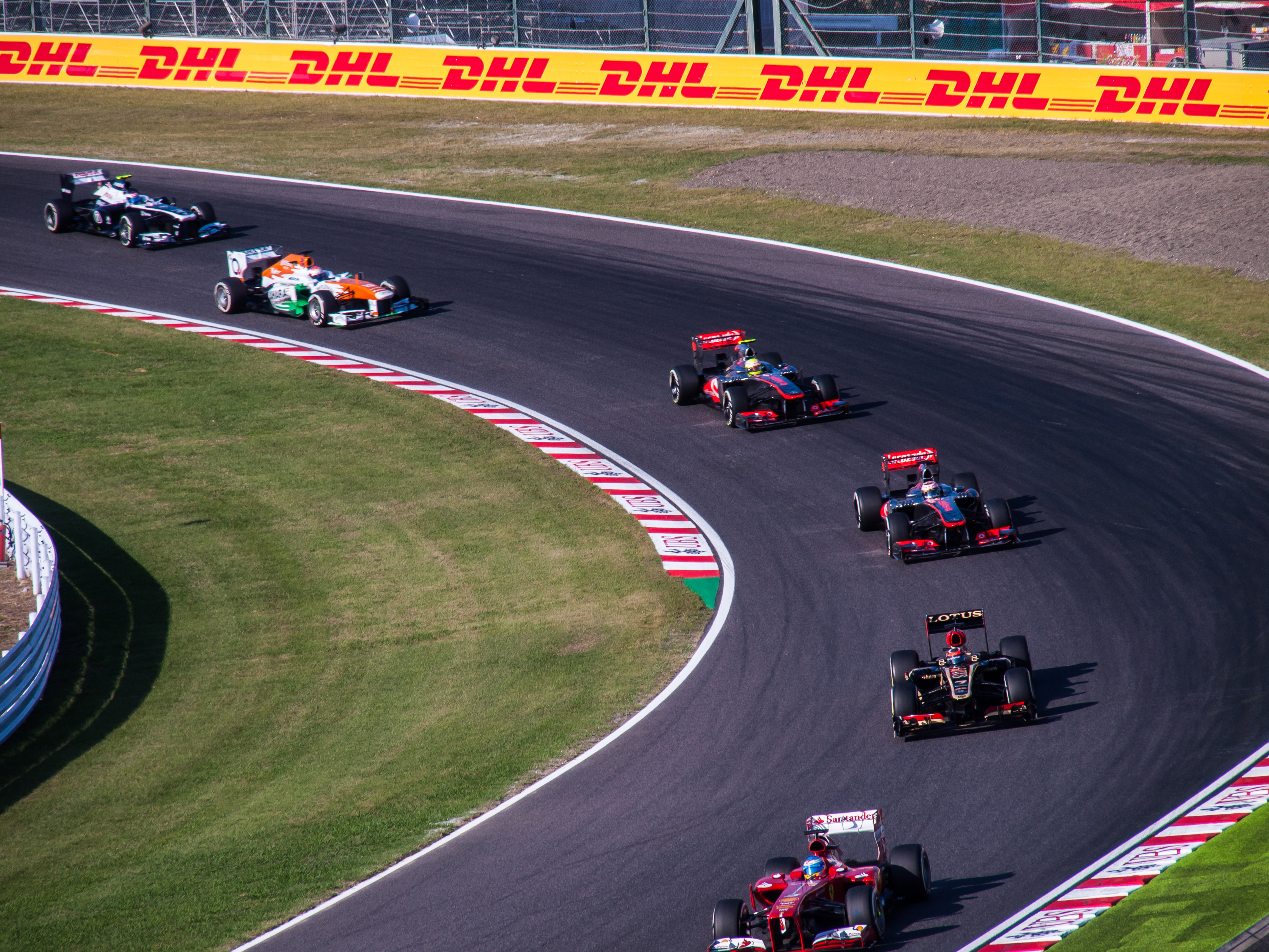
走行中の様子

レース開始時の天候は晴れ、気温25度、路面温度37度のドライコンディションだった。
スタートではフロントローのレッドブルの2台の加速が鈍く、2列目4番手グリッドのロマン・グロージャンが先頭に立つ。抜かれたマーク・ウェバーとセバスチャン・ベッテルが追走。3番グリッドのルイス・ハミルトンはスタート時にベッテルと接触し、右リアタイヤをパンクしピットへ。一旦はレースに復帰するも7周でリタイヤした。後方でスタートしたギド・ヴァン・デル・ガルデとジュール・ビアンキは、ターン1でコース外に飛び出し0周リタイアとなった。
中盤までグロージャンがウェバーとの差を少しずつ開きながら先頭をキープ。追い抜きの難しい鈴鹿でレッドブルは2人のドライバーの戦略を分け、ウェバーは予定の2ストップを3ストップに変更する。ベッテルはグロージャンと同じ2ストップだが、タイヤの消耗を抑えてピットインを遅らせ、レース終盤に新タイヤを投入する作戦をとった。
グロージャンが29周に2回目のピットストップを済ませたのに対し、ベッテルは37周まで引っ張り、タイヤ交換後は直ちにグロージャンを追撃。40周目のスプーンカーブで背後を捉えると、41周目のメインストレートでクリーンに抜き去った。42周目にウェバーが3回目のタイヤ交換を行うとベッテルが先頭に立ち、そのまま逃げ切った。ベッテルは自身初の5連勝となった。
ベッテルの後ろではグロージャンとウェバーのバトルがレース最終盤まで続き、残り1周となる52周目でついにウェバーがグロージャンを捉え2位に浮上。グロージャンはそのまま3位を保ってゴールした。グロージャンのレースエンジニアは日本人の小松礼雄であり、小松にとっては母国グランプリでの表彰台となった。
トップ3の後方ではニコ・ヒュルケンベルグが4位をキープしていたが、終盤にフェルナンド・アロンソとキミ・ライコネンに抜かれて6位に後退した。ヒュルケンベルグのチームメイトであるエステバン・グティエレスは7位でフィニッシュし、F1初入賞を記録した。（結果としてグティエレスはこれがF1での唯一の入賞となっている）

### 決勝結果

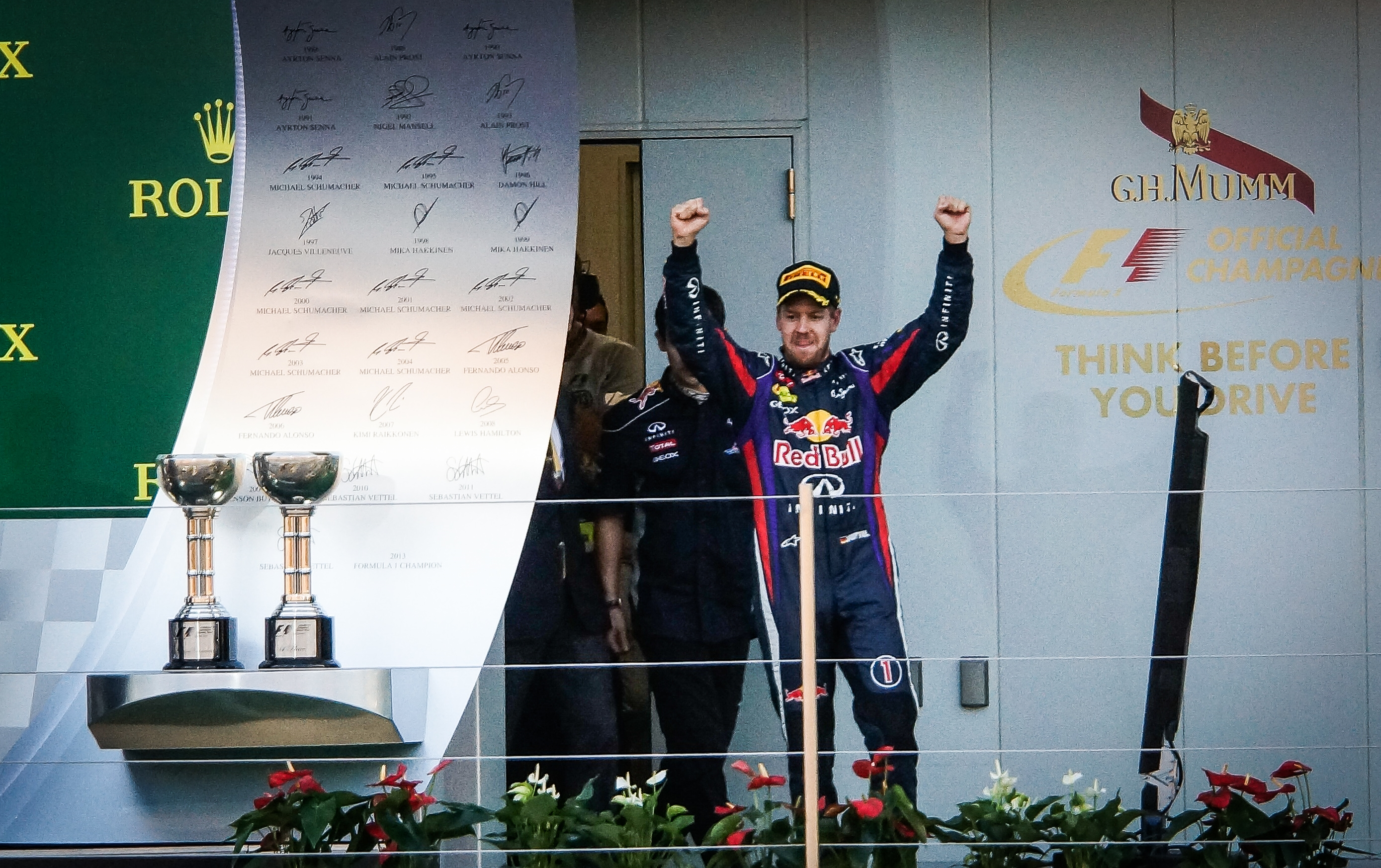
優勝したセバスチャン・ベッテル

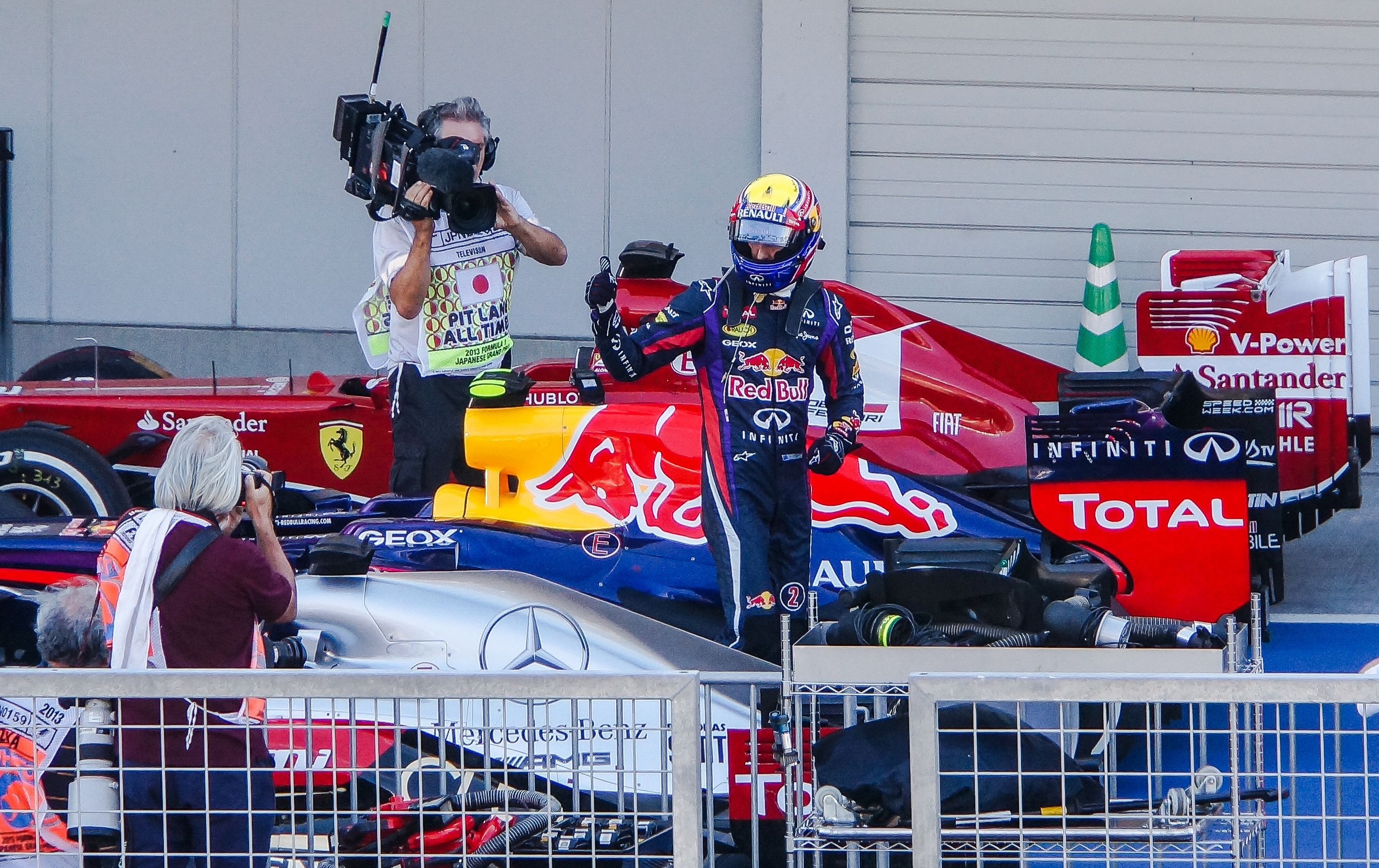
2位のマーク・ウェバー

| 順位    | No. | ドライバー                 | チーム                         | 周回数 | タイム / リタイア | グリッド | ポイント |
| ------- | --- | -------------------------- | ------------------------------ | ------ | ----------------- | -------- | -------- |
| 1       | 1   | セバスチャン・ベッテル     | レッドブル・ルノー             | 53     | 1:26'49.301       | 2        | 25       |
| 2       | 2   | マーク・ウェバー           | レッドブル・ルノー             | 53     | +7.129            | 1        | 18       |
| 3       | 8   | ロマン・グロージャン       | ロータス・ルノー               | 53     | +9.910            | 4        | 15       |
| 4       | 3   | フェルナンド・アロンソ     | フェラーリ                     | 53     | +45.605           | 8        | 12       |
| 5       | 7   | キミ・ライコネン           | ロータス・ルノー               | 53     | +47.325           | 9        | 10       |
| 6       | 11  | ニコ・ヒュルケンベルグ     | ザウバー・フェラーリ           | 53     | +51.615           | 7        | 8        |
| 7       | 12  | エステバン・グティエレス   | ザウバー・フェラーリ           | 53     | +1'11.630         | 14       | 6        |
| 8       | 9   | ニコ・ロズベルグ           | メルセデス                     | 53     | +1'12.023         | 6        | 4        |
| 9       | 5   | ジェンソン・バトン         | マクラーレン・メルセデス       | 53     | +1'20.821         | 10       | 2        |
| 10      | 4   | フェリペ・マッサ           | フェラーリ                     | 53     | +1'29.263         | 5        | 1        |
| 11      | 14  | ポール・ディ・レスタ       | フォースインディア・メルセデス | 53     | +1'38.572         | 12       |          |
| 12      | 18  | ジャン＝エリック・ベルニュ | トロ・ロッソ・フェラーリ       | 52     | 1周遅れ           | 17       |          |
| 13      | 19  | ダニエル・リチャルド       | トロ・ロッソ・フェラーリ       | 52     | 1周遅れ           | 16       |          |
| 14      | 15  | エイドリアン・スーティル   | フォースインディア・メルセデス | 52     | 1周遅れ           | 22       |          |
| 15      | 6   | セルジオ・ペレス           | マクラーレン・メルセデス       | 52     | 1周遅れ           | 11       |          |
| 16      | 16  | パストール・マルドナド     | ウィリアムズ・ルノー           | 52     | 1周遅れ           | 15       |          |
| 17      | 17  | バルテリ・ボッタス         | ウィリアムズ・ルノー           | 52     | 1周遅れ           | 13       |          |
| 18      | 20  | シャルル・ピック           | ケータハム・ルノー             | 52     | 1周遅れ           | 20       |          |
| 19      | 23  | マックス・チルトン         | マルシャ・コスワース           | 52     | 1周遅れ           | 18       |          |
| Ret     | 10  | ルイス・ハミルトン         | メルセデス                     | 7      | パンク            | 3        |          |
| Ret     | 21  | ギド・ヴァン・デル・ガルデ | ケータハム・ルノー             | 0      | 衝突              | 19       |          |
| Ret     | 22  | ジュール・ビアンキ         | マルシャ・コスワース           | 0      | 衝突              | 21       |          |
| ソース: |     |                            |                                |        |                   |          |          |

## トピック

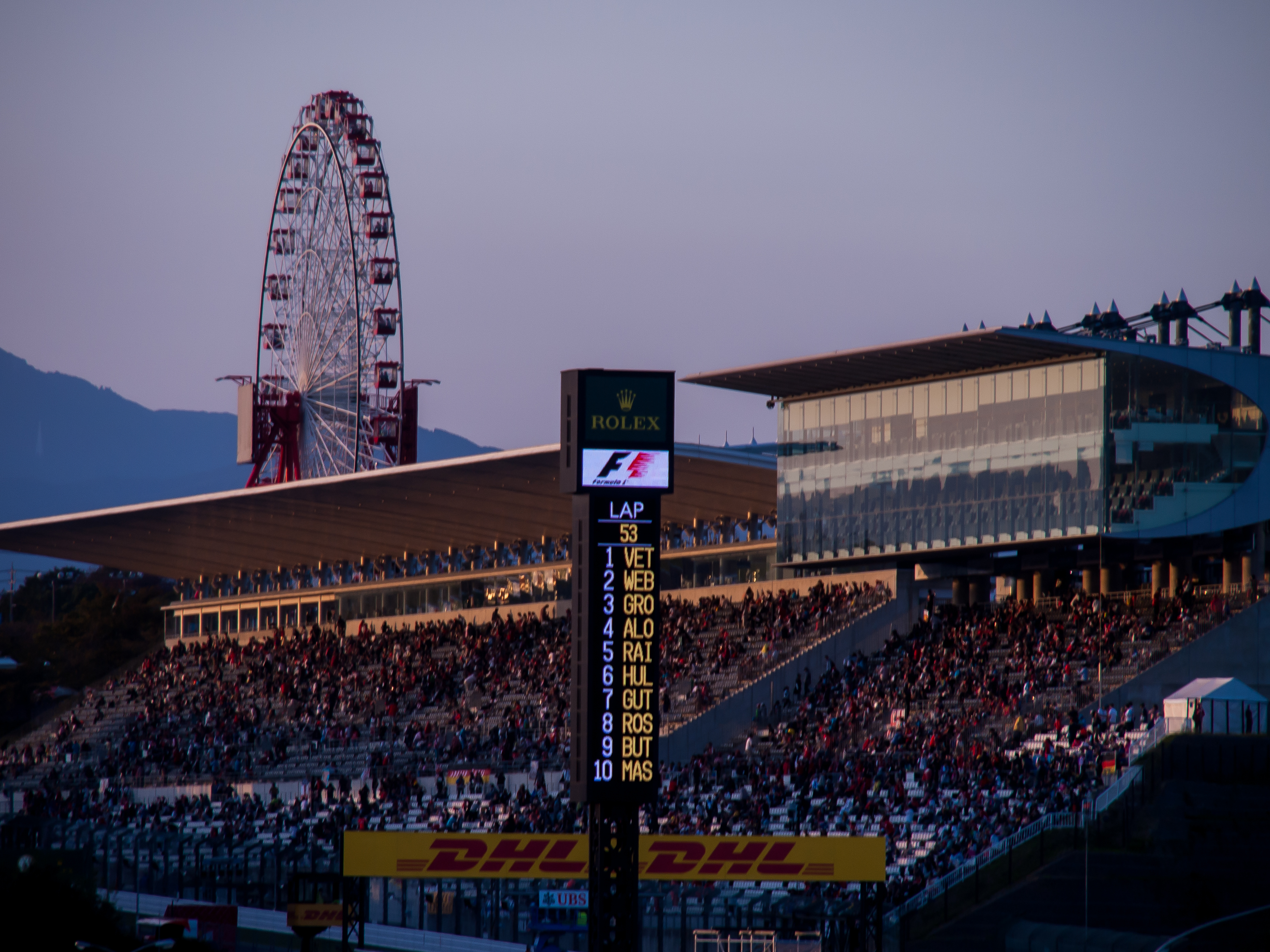
観客席の様子

- 今大会は2001年以来の日本人ドライバー不在となり、前年に表彰台に立った小林可夢偉らの不出場も影響したのか、レースウィーク3日間の観客動員数は前年を下回る171,000人に留まり、過去最低となった。決勝日も3年ぶりに10万人を下回る86,000人であった[16][13]。
- マルシャの元テストドライバーで、前年7月のテスト中の事故から生還したマリア・デ・ヴィロタが10月11日にスペインのホテルで急死した[17]。この訃報を受け、決勝日のドライバーズパレードの前にドライバーたちが集まり、1分間の黙祷を捧げた。また、彼女のトレードマークだった星（☆）のステッカーをマシンに貼るチームもあった。
- 2位のウェバーはレース後の記者会見で、2ストップ作戦でもグロージャンを抜けると思っていたといい、3ストップへの変更を指示したピットへ「本気でそれが正しいと思っているのか?」と尋ねたと述べた[18]。レッドブルのヘルムート・マルコは「グロージャンのピット回数が2回なのか3回なのか分からなかった」として、ウェバーが勝利を譲らされたという意見を否定した[19]。
- 4位のフェルナンド・アロンソが12ポイントを獲得したことで、歴代の通算F1最多ポイント獲得記録を更新。これまで最多だったミハエル・シューマッハの1566ポイントを抜き、1571ポイントとした[20]。